# 23 Большой Медведицы
23 Большой Медведицы (лат. 23 Ursae Majoris), h Большой Медведицы (лат. h Ursae Majoris), HD 81937 — двойная звезда в созвездии Большой Медведицы на расстоянии приблизительно 76,9 световых лет (около 23,6 парсеков) от Солнца. Видимая звёздная величина звезды — от +3,68m до +3,65m. Возраст звезды оценивается как около 1,3 млрд лет.

## Характеристики
Первый компонент — жёлто-белый субгигант, предположительно переменная звезда спектрального класса F0IV. Масса — около 1,862 солнечной, радиус — около 2,9 солнечных, светимость — около 14,8 солнечных. Эффективная температура — около 6651 К.
Второй компонент удалён на 22,7 угловых секунды.